# Dronabinol
Dronabinol es la denominación común internacional del delta-9-tetrahidrocannabinol. 
Una versión sintética se ha vendido bajo la marca Marinol entre otras, es un medicamento utilizado para estimular el apetito en el SIDA y para las náuseas y vómitos inducidos por la quimioterapia que no se controlan con el tratamiento habitual. Se toma por vía oral. Los efectos comienzan en una hora y pueden durar más de 24 horas.
Los efectos secundarios comunes incluyen dolor abdominal, mareos, sensación de euforia, paranoia, somnolencia, náuseas y pensamientos anormales, otros efectos secundarios pueden incluir convulsiones, frecuencia cardíaca rápida, mal uso y presión arterial baja. El uso durante el embarazo puede dañar al bebé Es un cannabinoide fabricado, un isómero del tetrahidrocannabinol y el principal componente psicoactivo del cannabis
El dronabinol fue aprobado para uso médico en los Estados Unidos en 1985. Está disponible como medicamento genérico. En los Estados Unidos, una dosis de 2,5 mg dos veces al día cuesta alrededor de 52 USD a partir de 2021 En los Estados Unidos es una sustancia controlada de la Lista III